# Pont du Wadi al-Kuf
Le pont du Wadi al-Kuf  (arabe formel: جسر وادي الكوف, jisr ouadi elkouf) est situé à 20 kilomètres à l'ouest de Bayda, en Libye. Il est le deuxième plus grand pont en Afrique. Il a été conçu par l’ingénieur civil italien Riccardo Morandi.

## Construction du pont
La construction a commencé en 1965 et le pont a été ouvert en 1972. Cet ouvrage traverse la vallée du Kouf. Sa portée est d'environ 282 mètres pour 160 mètres de hauteur. Son coût a été évalué à 5,3 millions de dollars US.

## Exploitation du pont
Le 26 octobre en 2017, la direction de la Sécurité de la région de la Montagne Verte dans l'est de la Libye appelle les services de sécurité à fermer le pont, à la suite de récentes inspections qui ont identifié de potentielles fissures .  
L'ouvrage a été rouvert à la circulation et considéré par les experts « en bon état », malgré un espacement de 10 cm entre les raccords métalliques qui se détendent à la chaleur à cause de l'accumulation de sable ou de débris .
Un pont similaire, aussi conçu par Morandi, s'est effondré à Gênes le 14 août 2018.